# NGC 1218
NGC 1218 ist eine linsenförmige Galaxie mit aktivem Galaxienkern vom Hubble-Typ S0/a im Sternbild Walfisch südlich des Himmelsäquators. Sie ist schätzungsweise 379 Millionen Lichtjahre von der Milchstraße entfernt und hat einen Durchmesser von etwa 150.000 Lj.
Eine starke Radioquelle, die unter 3C 78 katalogisiert ist, wird NGC 1218 zugeordnet. Die Radioemission wird durch ein supermassereiches Schwarzes Loch im Zentrum der Galaxie hervorgerufen, dessen gigantischer Jet auch im sichtbaren Wellenlängenbereich mit dem Hubble-Weltraumteleskop beobachtbar ist.
Die Typ-Ia-Supernova SN 2000fs wurde hier beobachtet.
Das Objekt wam 6. September 1886 von dem Astronomen Lewis A. Swift entdeckt.